# Take Cover
Take Cover es un álbum de versiones grabado por la banda estadounidense Queensrÿche, y lanzado en 2007 por Rhino.
La selección elegida incluye temas de artistas de Heavy metal, Rock progresivo e incluso Pop rock y Folk rock, algunos de ellos clásicos y otros menos conocidos.
Entre estos últimos se cuentan "Odissea", canción del músico italiano Carlo Marrale, "For the Love of Money", de O'Jays o "Heaven on Their Minds", canción escrita por Andrew Lloyd Webber y Tim Rice para la Ópera rock Jesus Christ Superstar, de 1970.
Entre los clásicos aparecen títulos como "Welcome to the Machine" de Pink Floyd, "Innuendo" de Queen, "Synchronicity II" de The Police, "For What It's Worth" de Buffalo Springfield, o "Neon Knights" de Black Sabbath.
También se incluyen canciones de otros reconocidos artistas internacionales como Crosby, Stills, Nash & Young, U2 o Peter Gabriel.

## Lista de canciones
1. "Welcome to the Machine" (de Pink Floyd, 1975)
2. "Heaven on Their Minds" (de la Ópera rock Jesus Christ Superstar, 1970)
3. "Almost Cut My Hair" (de Crosby, Stills, Nash & Young, 1970)
4. "For What It's Worth" (de Buffalo Springfield, 1967)
5. "For the Love of Money" (de The O'Jays, 1973)
6. "Innuendo" (de Queen, 1991)
7. "Neon Knights" (de Black Sabbath, 1980)
8. "Synchronicity II" (de The Police, 1983)
9. "Red Rain" (de Peter Gabriel, 1986)
10. "Odissea" (originalmente interpretada por Carlo Marrale & Salvatore Licitra, 2003)
11. "Bullet the Blue Sky" (de U2, 1987)

## Personal
- Geoff Tate - voz
- Michael Wilton - guitarra
- Mike Stone - guitarra
- Eddie Jackson - bajo
- Scott Rockenfield - batería